# Copa Pan-Americana de Voleibol Masculino de 2023
A Copa Pan-Americana de Voleibol Masculino de 2023 foi a 16.ª edição deste torneio organizado pela Confederação da América do Norte, Central e Caribe de Voleibol (NORCECA) em parceria com a Federação Mexicana de Voleibol (FMVB), realizado no período entre 15 e 20 de agosto, na cidade de Guadalajara, México.
Após os vice-campeonatos nas últimas duas edições, a seleção do Canadá conquistou seu primeito título na história da competição ao vencer a seleção do Brasil na final por 3 sets a 1. Na disputa pelo terceiro lugar, a seleção do Chile garantiu a medalha de bronze ao vencer a seleção do México por 3 sets a 0.
O ponteiro canadense Isaac Heslinga, que anotou 14 pontos na partida final, foi eleito o melhor jogador da competição.

## Equipes participantes
As seguintes seleções foram qualificadas a competir a Copa Pan-Americana de 2023:
| Grupo | Equipe               | Última participação |
| ----- | -------------------- | ------------------- |
| A     | Chile                | 2022                |
| A     | Estados Unidos       | 2022                |
| A     | Porto Rico           | 2022                |
| B     | Brasil               | 2022                |
| B     | Canadá               | 2022                |
| B     | República Dominicana | 2022                |
| C     | Colômbia             | 2018                |
| C     | Cuba                 | 2022                |
| C     | México               | 2022                |
| C     | Peru                 | 2019                |

## Local das partidas
| Guadalajara, México |
| Arena Astros        |
| ------------------- |
|                     |
| Capacidade: 3 152   |

## Formato da disputa
O torneio foi dividido em duas fases: fase classificatória e fase final.
Na fase preliminar, as dez equipes participantes foram distribuídas em três grupos, disputada em turno único, com todas as equipes se enfrentando dentro de seu grupo. Ao término desta fase, as duas melhores equipes de cada grupo avançaram para a fase final, sendo que as duas melhores campanhas garantiram vagas diretamente para as semifinais.

### Critérios de desempate
1. Maior número de partidas ganhas.
2. Maior número de pontos obtidos, que são concedidos da seguinte forma:
  - Partida com resultado final 3–0: 5 pontos para o vencedor e 0 pontos para o perdedor.
  - Partida com resultado final 3–1: 4 pontos para o vencedor e 1 pontos para o perdedor.
  - Partida com resultado final 3–2: 3 pontos para o vencedor e 2 pontos para o perdedor.
3. Proporção entre pontos ganhos e pontos perdidos (razão de pontos).
4. Proporção entre os sets ganhos e os sets perdidos (razão de sets).
5. Se o empate persistir entre duas equipes, a prioridade é dada à equipe que venceu a última partida entre as equipes envolvidas.
6. Se o empate persistir entre três equipes ou mais, uma nova classificação será feita levando-se em conta apenas as partidas entre as equipes envolvidas.

## Fase classificatória
Todas as partidas seguem o horário local (UTC−6).
|  | Classificado para as semifinais       |
|  | Classificado para as quartas de final |
|  | Disputa do 7º – 10º lugar             |

### Grupo A
|     |                |     | Jogos | Jogos | Jogos | Resultados | Resultados | Resultados | Resultados | Resultados | Resultados | Sets | Sets | Sets  | Pontos | Pontos | Pontos |
| Pos | Equipe         | Pts | T     | V     | D     | 3–0        | 3–1        | 3–2        | 2–3        | 1–3        | 0–3        | V    | P    | R     | V      | P      | R      |
| --- | -------------- | --- | ----- | ----- | ----- | ---------- | ---------- | ---------- | ---------- | ---------- | ---------- | ---- | ---- | ----- | ------ | ------ | ------ |
| 1   | Estados Unidos | 9   | 2     | 2     | 0     | 1          | 1          | 0          | 0          | 0          | 0          | 6    | 1    | 6.000 | 172    | 132    | 1.303  |
| 2   | Chile          | 6   | 2     | 1     | 1     | 1          | 0          | 0          | 0          | 1          | 0          | 4    | 3    | 1.333 | 147    | 145    | 1.014  |
| 3   | Porto Rico     | 0   | 2     | 0     | 2     | 0          | 0          | 0          | 0          | 0          | 2          | 0    | 6    | 0.000 | 109    | 150    | 0.727  |

| Data   | Hora  |                | Placar |                | Set 1 | Set 2 | Set 3 | Set 4 | Set 5 | Total | Relatório |
| ------ | ----- | -------------- | ------ | -------------- | ----- | ----- | ----- | ----- | ----- | ----- | --------- |
| 15 ago | 14:00 | Estados Unidos | 3–0    | Porto Rico     | 26–24 | 25–13 | 25–23 |       |       | 76–60 | P2 P3     |
| 16 ago | 14:00 | Chile          | 1–3    | Estados Unidos | 14–25 | 25–21 | 12–25 | 21–25 |       | 72–96 | P2 P3     |
| 17 ago | 14:00 | Porto Rico     | 0–3    | Chile          | 14–25 | 16–25 | 19–25 |       |       | 49–75 | P2 P3     |

### Grupo B
|     |                      |     | Jogos | Jogos | Jogos | Resultados | Resultados | Resultados | Resultados | Resultados | Resultados | Sets | Sets | Sets  | Pontos | Pontos | Pontos |
| Pos | Equipe               | Pts | T     | V     | D     | 3–0        | 3–1        | 3–2        | 2–3        | 1–3        | 0–3        | V    | P    | R     | V      | P      | R      |
| --- | -------------------- | --- | ----- | ----- | ----- | ---------- | ---------- | ---------- | ---------- | ---------- | ---------- | ---- | ---- | ----- | ------ | ------ | ------ |
| 1   | Brasil               | 10  | 2     | 2     | 0     | 2          | 0          | 0          | 0          | 0          | 0          | 6    | 0    | MAX   | 150    | 108    | 1.389  |
| 2   | Canadá               | 4   | 2     | 1     | 1     | 0          | 1          | 0          | 0          | 0          | 1          | 3    | 4    | 0.750 | 149    | 151    | 0.987  |
| 3   | República Dominicana | 1   | 2     | 0     | 2     | 0          | 0          | 0          | 0          | 1          | 1          | 1    | 6    | 0.167 | 127    | 167    | 0.760  |

| Data   | Hora  |                      | Placar |                      | Set 1 | Set 2 | Set 3 | Set 4 | Set 5 | Total | Relatório |
| ------ | ----- | -------------------- | ------ | -------------------- | ----- | ----- | ----- | ----- | ----- | ----- | --------- |
| 15 ago | 16:00 | Brasil               | 3–0    | República Dominicana | 25–17 | 25–17 | 25–17 |       |       | 75–51 | P2 P3     |
| 16 ago | 16:00 | Canadá               | 0–3    | Brasil               | 16–25 | 20–25 | 21–25 |       |       | 57–75 | P2 P3     |
| 17 ago | 16:00 | República Dominicana | 1–3    | Canadá               | 14–25 | 25–17 | 21–25 | 16–25 |       | 76–92 | P2 P3     |

### Grupo C
|     |            |     | Jogos | Jogos | Jogos | Resultados | Resultados | Resultados | Resultados | Resultados | Resultados | Sets | Sets | Sets  | Pontos | Pontos | Pontos |
| Pos | Equipe     | Pts | T     | V     | D     | 3–0        | 3–1        | 3–2        | 2–3        | 1–3        | 0–3        | V    | P    | R     | V      | P      | R      |
| --- | ---------- | --- | ----- | ----- | ----- | ---------- | ---------- | ---------- | ---------- | ---------- | ---------- | ---- | ---- | ----- | ------ | ------ | ------ |
| 1   | México (S) | 12  | 3     | 3     | 0     | 1          | 1          | 1          | 0          | 0          | 0          | 9    | 3    | 3.000 | 289    | 247    | 1.170  |
| 2   | Colômbia   | 10  | 3     | 2     | 1     | 2          | 0          | 0          | 0          | 0          | 1          | 6    | 3    | 2.000 | 218    | 199    | 1.095  |
| 3   | Peru       | 7   | 3     | 1     | 2     | 1          | 0          | 0          | 1          | 0          | 1          | 5    | 6    | 0.833 | 234    | 255    | 0.918  |
| 4   | Cuba       | 1   | 3     | 0     | 3     | 0          | 0          | 0          | 0          | 1          | 2          | 1    | 9    | 0.111 | 207    | 247    | 0.838  |

S – Sede
| Data   | Hora  |          | Placar |          | Set 1 | Set 2 | Set 3 | Set 4 | Set 5 | Total  | Relatório |
| ------ | ----- | -------- | ------ | -------- | ----- | ----- | ----- | ----- | ----- | ------ | --------- |
| 15 ago | 18:00 | Cuba     | 0–3    | Colômbia | 24–26 | 17–25 | 20–25 |       |       | 61–76  | P2 P3     |
| 15 ago | 20:00 | México   | 3–2    | Peru     | 23–25 | 25–10 | 25–19 | 30–32 | 15–10 | 118–96 | P2 P3     |
| 16 ago | 18:00 | Peru     | 3–0    | Cuba     | 25–20 | 25–19 | 25–19 |       |       | 75–58  | P2 P3     |
| 16 ago | 20:00 | Colômbia | 0–3    | México   | 22–25 | 19–25 | 22–25 |       |       | 63–75  | P2 P3     |
| 17 ago | 18:00 | Colômbia | 3–0    | Peru     | 25–23 | 29–27 | 25–13 |       |       | 79–63  | P2 P3     |
| 17 ago | 20:00 | México   | 3–1    | Cuba     | 21–25 | 25–23 | 25–19 | 25–21 |       | 96–88  | P2 P3     |

## Fase final

### 7º – 10º lugar
|  | 7º – 10º lugar       | 7º – 10º lugar |            |   | Sétimo lugar | Sétimo lugar |
|  |                      |                |            |   |              |              |
|  |                      |                |            |   |              |              |
|  |                      |                |            |   |              |              |
|  | Peru                 | 3              |            |   |              |              |
|  | Peru                 | 3              |            |   |              |              |
|  | Porto Rico           | 2              |            |   |              |              |
|  | Porto Rico           | 2              | Peru       | 3 |              |              |
|  |                      |                | Peru       | 3 |              |              |
|  |                      | Cuba           | 2          |   |              |              |
|  | República Dominicana | Cuba           | 2          | 0 |              |              |
|  | República Dominicana |                |            | 0 |              |              |
|  | Cuba                 | 3              |            |   |              |              |
|  | Cuba                 | 3              | Nono lugar |   |              |              |
|  |                      |                |            |   |              |              |
|  |                      |                |            |   |              |              |
|  |                      |                |            |   |              |              |
|  | Porto Rico           | 3              |            |   |              |              |
|  | Porto Rico           | 3              |            |   |              |              |
|  | República Dominicana | 1              |            |   |              |              |

#### 7º – 10º lugar
| Data   | Hora  |                      | Placar |            | Set 1 | Set 2 | Set 3 | Set 4 | Set 5 | Total   | Relatório |
| ------ | ----- | -------------------- | ------ | ---------- | ----- | ----- | ----- | ----- | ----- | ------- | --------- |
| 18 ago | 17:00 | Peru                 | 3–2    | Porto Rico | 22–25 | 25–22 | 31–29 | 17–25 | 15–11 | 110–112 | P2 P3     |
| 18 ago | 18:00 | República Dominicana | 0–3    | Cuba       | 24–26 | 23–25 | 22–25 |       |       | 69–76   | P2 P3     |

#### Nono lugar
| Data   | Hora  |            | Placar |                      | Set 1 | Set 2 | Set 3 | Set 4 | Set 5 | Total | Relatório |
| ------ | ----- | ---------- | ------ | -------------------- | ----- | ----- | ----- | ----- | ----- | ----- | --------- |
| 19 ago | 14:00 | Porto Rico | 3–1    | República Dominicana | 28–26 | 25–20 | 20–25 | 25–19 |       | 98–90 | P2 P3     |

#### Sétimo lugar
| Data   | Hora  |      | Placar |      | Set 1 | Set 2 | Set 3 | Set 4 | Set 5 | Total  | Relatório |
| ------ | ----- | ---- | ------ | ---- | ----- | ----- | ----- | ----- | ----- | ------ | --------- |
| 19 ago | 16:00 | Peru | 3–2    | Cuba | 25–18 | 17–25 | 25–20 | 16–25 | 15–12 | 98–100 | P2 P3     |

### Chaveamento final
|  | Quartas de final | Quartas de final |        |   | Semifinais | Semifinais     |                |  | Final | Final |
|  |                  |                  |        |   |            |                |                |  |       |       |
|  | 18 ago           |                  |        |   |            |                |                |  |       |       |
|  |                  |                  |        |   |            |                |                |  |       |       |
|  | Colômbia         | 2                |        |   |            |                |                |  |       |       |
|  | Colômbia         | 2                | 19 ago |   |            |                |                |  |       |       |
|  | Chile            | 3                |        |   |            |                |                |  |       |       |
|  | Chile            | 3                | Brasil | 3 |            |                |                |  |       |       |
|  |                  |                  | Brasil | 3 |            |                |                |  |       |       |
|  |                  |                  | Chile  | 0 |            |                |                |  |       |       |
|  |                  |                  | Chile  | 0 |            |                |                |  |       |       |
|  |                  |                  | 20 ago |   |            |                |                |  |       |       |
|  |                  |                  |        |   |            |                |                |  |       |       |
|  | Brasil           | 1                |        |   |            |                |                |  |       |       |
|  | Brasil           | 1                | 18 ago |   |            |                |                |  |       |       |
|  |                  | Canadá           | 3      |   |            |                |                |  |       |       |
|  | Estados Unidos   | Canadá           | 3      | 0 |            |                |                |  |       |       |
|  | Estados Unidos   | 19 ago           |        | 0 |            |                |                |  |       |       |
|  | Canadá           | 3                |        |   |            |                |                |  |       |       |
|  | Canadá           | 3                | México | 1 |            |                |                |  |       |       |
|  |                  |                  | México | 1 |            |                |                |  |       |       |
|  |                  |                  | Canadá | 3 |            | Terceiro lugar | Terceiro lugar |  |       |       |
|  |                  |                  | Canadá | 3 |            | Terceiro lugar | Terceiro lugar |  |       |       |
|  |                  |                  | 20 ago |   |            |                |                |  |       |       |
|  |                  |                  |        |   |            |                |                |  |       |       |
|  | Chile            | 3                |        |   |            |                |                |  |       |       |
|  | Chile            | 3                |        |   |            |                |                |  |       |       |
|  | México           | 0                |        |   |            |                |                |  |       |       |
|  | México           | 0                |        |   |            |                |                |  |       |       |

#### Quartas de final
| Data   | Hora  |                | Placar |        | Set 1 | Set 2 | Set 3 | Set 4 | Set 5 | Total   | Relatório |
| ------ | ----- | -------------- | ------ | ------ | ----- | ----- | ----- | ----- | ----- | ------- | --------- |
| 18 ago | 20:00 | Colômbia       | 2–3    | Chile  | 23–25 | 25–15 | 25–17 | 25–27 | 16–18 | 114–102 | P2 P3     |
| 18 ago | 20:00 | Estados Unidos | 0–3    | Canadá | 20–25 | 20–25 | 25–27 |       |       | 65–77   | P2 P3     |

#### Semifinais
| Data   | Hora  |        | Placar |        | Set 1 | Set 2 | Set 3 | Set 4 | Set 5 | Total | Relatório |
| ------ | ----- | ------ | ------ | ------ | ----- | ----- | ----- | ----- | ----- | ----- | --------- |
| 19 ago | 18:00 | Brasil | 3–0    | Chile  | 25–23 | 25–20 | 25–21 |       |       | 75–64 | P2 P3     |
| 19 ago | 20:00 | México | 1–3    | Canadá | 19–25 | 25–23 | 22–25 | 18–25 |       | 84–98 | P2 P3     |

#### Quinto lugar
| Data   | Hora  |          | Placar |                | Set 1 | Set 2 | Set 3 | Set 4 | Set 5 | Total | Relatório |
| ------ | ----- | -------- | ------ | -------------- | ----- | ----- | ----- | ----- | ----- | ----- | --------- |
| 20 ago | 14:00 | Colômbia | 0–3    | Estados Unidos | 18–25 | 20–25 | 15–25 |       |       | 53–75 | P2 P3     |

#### Terceiro lugar
| Data   | Hora  |       | Placar |        | Set 1 | Set 2 | Set 3 | Set 4 | Set 5 | Total | Relatório |
| ------ | ----- | ----- | ------ | ------ | ----- | ----- | ----- | ----- | ----- | ----- | --------- |
| 20 ago | 16:00 | Chile | 3–0    | México | 25–22 | 27–25 | 25–22 |       |       | 77–69 | P2 P3     |

#### Final
| Data   | Hora  |        | Placar |        | Set 1 | Set 2 | Set 3 | Set 4 | Set 5 | Total | Relatório |
| ------ | ----- | ------ | ------ | ------ | ----- | ----- | ----- | ----- | ----- | ----- | --------- |
| 20 ago | 18:00 | Brasil | 1–3    | Canadá | 24–26 | 25–20 | 23–25 | 22–25 |       | 94–96 | P2 P3     |

## Classificação final
| Pos            | Equipe               |
| -------------- | -------------------- |
| Campeão        | Canadá               |
| Vice-campeão   | Brasil               |
| Terceiro lugar | Chile                |
| 4              | México               |
| 5              | Estados Unidos       |
| 6              | Colômbia             |
| 7              | Peru                 |
| 8              | Cuba                 |
| 9              | Porto Rico           |
| 10             | República Dominicana |

## Premiações
| Copa Pan-Americana de 2023  |
| Canadá                      |
| --------------------------- |
| Canadá Campeão (1.º título) |

### Individuais
Os atletas que se destacaram individualmente foramː

### Por posição
| - Most Valuable Player (MVP) Isaac Heslinga - Melhor levantador Matheus Gonçalves - Melhores ponteiros Wilfrido Hernández José Gutiérrez | - Melhores centrais Daniel Urueña Axel Téllez - Melhores oposto Darlan Souza - Melhor líbero Hiram Bravo |

### Por fundamento
| - Melhor sacador Darlan Souza - Melhor defensor Hiram Bravo | - Melhor receptor Alain Gorguet - Maior pontuador Vicente Parraguirre |